# Filtre de Gauss
Pour les articles homonymes, voir filtre.

Forme typique du filtre de Gauss

Le filtre de Gauss est, en électronique et en traitement du signal, un filtre dont la réponse impulsionnelle est une fonction gaussienne. Le filtre de Gauss minimise les temps de montée et de descente, tout en assurant l'absence de dépassement en réponse à un  échelon. Cette propriété est étroitement liée au fait que le filtre de Gauss présente un retard de groupe minimal. 
En mathématiques, le filtre de Gauss modifie le signal entrant par une convolution avec une fonction gaussienne ; cette transformation est également appelée transformation de Weierstrass.

## Définition
En une dimension le filtre de Gauss a une réponse impulsionnelle qui est de la forme suivante :
{\displaystyle g(x)={\sqrt {\frac {a}{\pi }}}\cdot e^{-a\cdot x^{2}}}
ou bien avec l'écart-type en paramètre :
{\displaystyle g(x)={\frac {1}{{\sqrt {2\cdot \pi }}\cdot \sigma }}\cdot e^{-{\frac {x^{2}}{2\sigma ^{2}}}}}
En deux dimensions, il s'agit du produit de deux fonctions gaussiennes, une pour chaque direction :
{\displaystyle g(x,y)={\frac {1}{2\pi \sigma ^{2}}}\cdot e^{-{\frac {x^{2}+y^{2}}{2\sigma ^{2}}}}} ,,
où x représente la distance de l'origine sur l'axe des abscisses, y la distance de l'origine sur l'axe des ordonnées et σ l'écart-type de la distribution gaussienne.

## Implémentation pour le traitement de signaux numériques
En numérique le filtre est représenté mathématiquement par une matrice, un tableau de nombres. S'il est symétrique avec un nombre impair de termes, comme dans les exemples qui suivent, la convolution qui permet de traiter l'image s'effectue de manière très simple. Le centre du filtre étant placé sur le pixel à traiter, on multiplie les coefficients du filtre par les valeurs des pixels correspondants et on ajoute les résultats. Pour conserver le niveau initial du signal, la matrice est constituée par des entiers puis divisée par leur somme ; il s'agit donc d'une moyenne éventuellement pondérée.
La fonction gaussienne elle, permet de remplir le tableau de nombre nécessaire au filtre de Gauss traitant l'information digitale. Puisque la fonction gaussienne est différent de zéro pour {\displaystyle x\in ]-\infty ,\infty [}, elle requiert en théorie un tableau de nombre de taille infinie, cependant puisque la fonction décroit rapidement il est possible de réduire la taille de ce tableau. Attention tout de même car la réduction de la taille du tableau peut engendrer des erreurs significatives dans certains cas.